# Rockin’ in the Free World
«Rockin’ in the Free World» — песня канадского певца и музыканта Нила Янга с его альбома 1989 года Freedom.
Нил Янг впервые исполнил эту песню перед публикой 21 февраля 1989 года в Сиэтле в сопровождении своей группы The Restless.
В тексте песни содержится критика правления тогдашнего президента США Джорджа Буша (старшего).

## Премии и признание
В 2004 году журнал Rolling Stone поместил песню «Rockin’ in the Free World» в исполнении Нила Янга на 214 место своего списка «500 величайших песен всех времён». В списке 2011 года песня находится на 216 месте.